# 介護保険法
介護保険法（かいごほけんほう、平成9年12月17日法律第123号）は、要介護者（同法7条3項）等について、介護保険制度を設け、その行う保険給付等に関して必要な事項を定めることに関する法律である（同法1条）。

## 構成
- 第1章 - 総則（第1条 - 第8条）
- 第2章 - 被保険者（第9条 - 第13条）
- 第3章 - 介護認定審査会（第14条 - 第17条）
- 第4章 - 保険給付
  - 第1節 - 通則（第18条 - 第26条）
  - 第2節 - 認定（第27条 - 第39条）
    - 第27条（要介護認定）

  - 第3節 - 介護給付（第40条 - 第51条）
  - 第4節 - 予防給付（第52条 - 第61条）
  - 第5節 - 市町村特別給付（第62条）
  - 第6節 - 保険給付の制限等（第63条 - 第69条）
- 第5章 - 介護支援専門員並びに事業者及び施設
  - 第1節 - 介護支援専門員（第69条）
  - 第2節 - 指定居宅サービス事業者（第70条 - 第78条）
  - 第3節 - 指定地域密着型サービス事業者（第78条）
  - 第4節 - 指定居宅介護支援事業者（第79条 - 第85条）
  - 第5節 - 介護保険施設
    - 第1款 - 指定介護老人福祉施設（第86条 - 第93条）
    - 第2款 - 介護老人保健施設（第94条 - 第106条）
    - 第3款 - 指定介護療養型医療施設（第107条 - 第115条）

  - 第6節 指定介護予防サービス事業者（第115条）
  - 第7節 指定地域密着型介護予防サービス事業者（第115条）
  - 第8節 指定介護予防支援事業者（第115条）
  - 第9節 業務管理体制の整備（第115条）
  - 第10節 介護サービス情報の公表（第115条）
- 第6章 - 地域支援事業等（第115条）
- 第7章 - 介護保険事業計画（第116条 - 第120条）
- 第8章 - 費用等
  - 第1節 - 費用の負担（第121条 - 第146条）
  - 第2節 - 財政安定化基金等（第147条 - 第149条）
    - 第147条（財政安定化基金）

  - 第3節 - 医療保険者の納付金（第150条 - 第159条）
- 第9章 - 社会保険診療報酬支払基金の介護保険関係業務（第160条 - 第175条）
- 第10章 - 国民健康保険団体連合会の介護保険事業関係業務（第176条 - 第178条）
- 第11章 - 介護給付費等審査委員会（第179条 - 第182条）
- 第12章 - 審査請求（第183条 - 第196条）
- 第13章 - 雑則（第197条 - 第204条）
- 第14章 - 罰則（第205条 - 第215条）
- 附則

## 改正
以下、介護保険法およびその関連法も含めた改正について述べる。

### 2005年
2005年6月22日、介護保険法改正法案が、参議院本会議で、自民、公明、民主の賛成多数で可決され、成立した。共産、社民は反対した。
介護保険法施行後初めての実質的改正であり、「明るく活力ある超高齢社会の構築」「制度の持続可能性」「社会保障の総合化」の3点を基に以下の点が見直しおよび導入された。
- 予防給付の導入 - 要支援・要介護状態にならないように「介護予防」を重視した施策[3]。
- 地域支援事業の創設 - 同上
- 居住費用・食費の見直し - 施設利用の際の食費や居住費を自己負担とすることになった。
- 低所得者に対する配慮
- 地域密着型サービスの創設 - 市町村で提供することが妥当なサービスとしての施策[4]。
  - 小規模多機能型居宅介護[5]
  - 夜間対応型訪問介護[6]
- 地域包括支援センターの創設 - 地域包括ケア、つまり高齢者が住み慣れた地域でニーズや状態の変化に応じて包括的にサービスを受けられるようにするための施策[7]。
- 居住系サービスの充実
- 介護サービス情報の公表
- ケアマネジメントの見直し
- 第1号保険料の見直し
- 保険者機能の強化

### 2008年
2005年の改正では主に新規サービスの拡充が図られたが、2008年の改正では介護サービス事業者の不正防止および運営の適正化のための改正となった。
- 業務管理体制の義務付け - 事業者の法令順守が不十分であるため。
- 国・都道府県・市町村による事業者への立ち入り捜査権の創設 - 組織的な不正行為に対処するため。
- 事業所廃止届を事後届出制から事前届出制に変更 - 処分逃れ防止のため。
- 指定・更新時の欠格自由の見直し
- 事業廃止時のサービス確保対策を義務化

### 2011年
2011年改正では2005年改正でも述べられた「地域包括ケア」の構築に向けた取り組みを進めるものとなった。
- 医療と介護の連携の強化等 - 24時間対応の定期巡回・随時対応サービスや複合型サービスを創設。
- 介護人材の確保とサービスの質の向上 - 当面やむを得ない処置としてヘルパーなどに例外的に容認されていた痰の吸引に関して、介護福祉士や一定の教育を受けた介護職員等によって実施が可能となる。
- 高齢者の住まいの整備等 - 高齢者住まい法を改正してサービス付き高齢者向け住宅（サ高住）の供給を促進する。
- 認知症対策の推進 - 市民後見人の育成及び活用を促進する。
- 保険者による主体的な取組の推進
- 保険料の上昇の緩和

### 2014年
地域包括ケアの構築および医療・介護の連携が推進された。
- 新たな基金の創設と医療・介護の連携強化
- 地域包括ケアシステムの構築
  - 予防給付のうち訪問介護・通所介護が地域支援事業に移行された。
  - 特別養護老人ホームが既存の入居者およびやむを得ない理由を除き、原則として要介護度3以上の利用者の受け入れに限定されるようになった。
  - 認知症初期集中支援チームや認知症地域支援推進員が地域包括支援センター・認知症疾患医療センター等に設置されるようになった。
  - 地域ケア会議の推進
- 低所得者の保険料軽減を拡充される一方で、一定以上の所得のある利用者の自己負担を2割へ引き上げられた。
- 食費・居住費に関する負担軽減のための補足給付は利用者の資産が勘案されるようになった。
- 看護師による特定行為を明確化。

### 2017年
地域包括ケアシステムの深化・推進として高齢者の自立支援と要介護状態の重度化防止および地域共生社会の実現が図られた。
- 市町村による自立支援・重度化防止に向けての取り組みを制度化した。
- 新たな介護保険施設として介護医療院を創設した。
- 市町村による地域福祉計画の策定が努力義務化された。
- 高齢者と障害児者が同一事業所でサービスを受けやすくするため、介護保険と障害福祉制度に新たに共生型サービスを創設した。
- 年金収入などが340万円以上ある利用者の負担割合が3割に変更された。
- 第2号被保険者の保険料は介護納付金として医療保険者によって被保険者数に応じて納付されていた（加入者割）が、報酬額に応じた納付（総報酬割）に変更された。

### 2020年
地域共生社会の実現が図られた。
- 地域住民の複雑化・複合化した支援ニーズへの対応
- 認知症施策推進大綱を踏まえた、地域における認知症の人への支援体制の整備や予防の調査研究の推進する。
- 地域支援事業の実施に際して介護関連データを活用する。
- 介護保険事業（支援）計画の作成に際して人口構造の変化の見通しを勘案し、有料老人ホーム及びサービス付き高齢者向け住宅の設置状況を追加した。
- 医療保険レセプト情報などのデータベースと介護保険レセプト情報などのデータベースの連結・解析が法定化されたことで地域に応じた質の高いサービス提供体制を構築する。
- 介護人材確保及び業務効率化の取組みを強化する。
- 社会福祉連携推進法人制度を創設した。

## 歴史的背景
老人福祉法の財政の破綻、医療分野を切り離して老人保健法を制定したものの、これも破綻した。そのため、新たに高齢者福祉を扱うシステムが必要となった。そこで登場したのが介護保険法である。それ以外に老人の社会的入院が非常に多く、介護分野において新たな社会保険方式が必要となったという経緯もある。

## 地域保健のなかの介護保険
介護保険は市町村が直接、住民に行う制度である。老人保健や母子保健では市町村保健センターが行うと主体が異なる。

## 資格
- 医師
- 歯科医師
- 保健師
- 看護師
  - 准看護師
- 理学療法士
- 作業療法士
- 言語聴覚士
- 社会福祉士
- 精神保健福祉士
- 介護福祉士
- 介護支援専門員（通称：ケアマネジャー）
- 訪問介護員（通称：ホームヘルパー）
- 移動介護従業者（通称：ガイドヘルパー）